# Stigmella monella
Stigmella monella là một loài bướm đêm thuộc họ Nepticulidae. Nó được tìm thấy ở vùng Viễn Đông Nga.
Ấu trùng ăn Acer mono. Chúng có thể ăn lá nơi chúng làm tổ.